# Bósnia e Herzegovina nos Jogos Olímpicos de Verão de 2000
A Bósnia e Herzegovina participou dos Jogos Olímpicos de Verão de 2000 em Sydney, Austrália.